# Wespe
A Wespe a náci Németország által tervezett és gyártott tábori önjáró löveg.

## Tervezés
A német katonai stratégák már a háború kezdetekor rájöttek: a páncélos egységeik támogatására mobilisabb tüzérségre van szükségük, hogy lépést tudjanak tartani a támadó páncélos ékekkel. Ennek kivitelezésére a jól bevált 10,5 cm leichte Feldhaubitze 18M-as löveget és a Panzer II-es könnyű páncélos alvázát választották. A Wespe olyan módosított Panzer II-es alvázra épült, amelynek páncéltestét meghosszabbították, a motort előrébb helyezték, hűtőzsaluit áttervezték és az orrpáncélt megnyújtották. A lánctámasztó görgők számát négyről háromra csökkentették és a futógörgők rugós ütközőket kaptak a lengések elnyelésére. A vezető részére a kezelőszemélyzet többi tagjától elkülönített teret alakítottak ki a jármű elején, az erőátvitel részegységei mellett. Összesen 32 db gránátot készleteztek a löveghez, amely kevés volt, ezért minden üteghez rendszeresítettek lőszerszállító járműveket. A lőszerszállító járműveket úgy tervezték, ha valamelyik Wespe harcképtelené válik, képesek legyenek a sérült jármű lövegének hordozására. A Wespe sikeresnek bizonyult, így a Panzer II-esek gyártósorát ennek gyártására állították át.

## A háborúban
A Wespéket először 1943-ban a keleti fronton a kurszki kiszögellés felszámolására vetették be, ahol nagyon sikeresnek bizonyultak. Ezért Hitler elrendelte, hogy az összes Panzer II alvázgyártást kizárólag a Wespéknek szenteljék, más projektek – köztük a Marder II önjáró lövegek rovására.
A járműveket a Panzer hadosztályok páncélozott tüzérségi zászlóaljaihoz (Panzerartillerie Abteilungen) osztották be, a nehezebb Hummel önjáró tüzérséggel együtt ezzel nagyobb mobilitást kaptak a páncélos divíziók tüzérségi egységei. Egy páncélos hadosztálynak 18 tüzérségi önjáró fegyvere volt, amelybe két osztály volt felszerelve Wespékkel (12 darab), és egy osztály Hummelekkel (6 darab).
A Wespe megbízhatónak és nagyon manőverezhetőnek bizonyult, de hasonlóan az akkori önjáró fegyverekhez, mint például a brit Sexton és az amerikai M7 Priest, a fegyverzet terjedelme miatt a legénységnek és a lőszernek nem jutott elegendő hely, viszont lényegesen kisebb célpont volt, mint bármelyik ehhez hasonló jármű. 1943 februárja és júliusa között 676 Wespét gyártottak, és további 159 db lőszerszállító jármű készült el ez idő alatt. A Wespét minden fronton használták, a háború végéig.

## Galéria

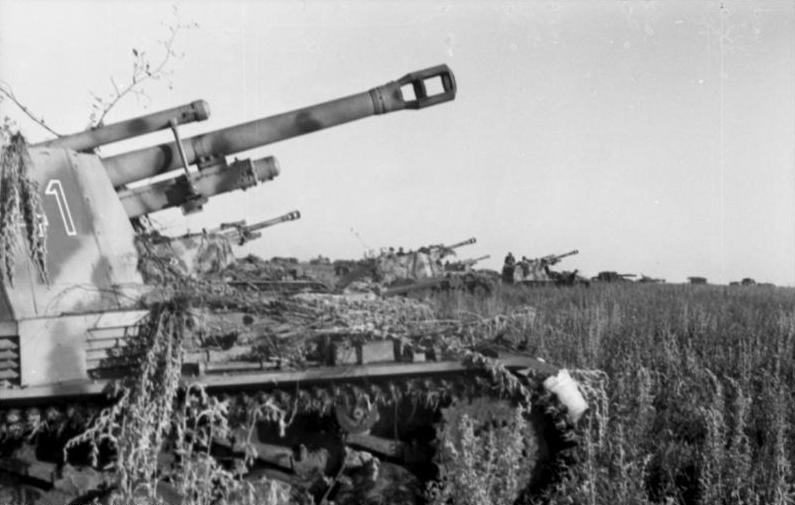
Wespe önjáró tarackok Pokrowka közelében a kurszki csata idején (1943).
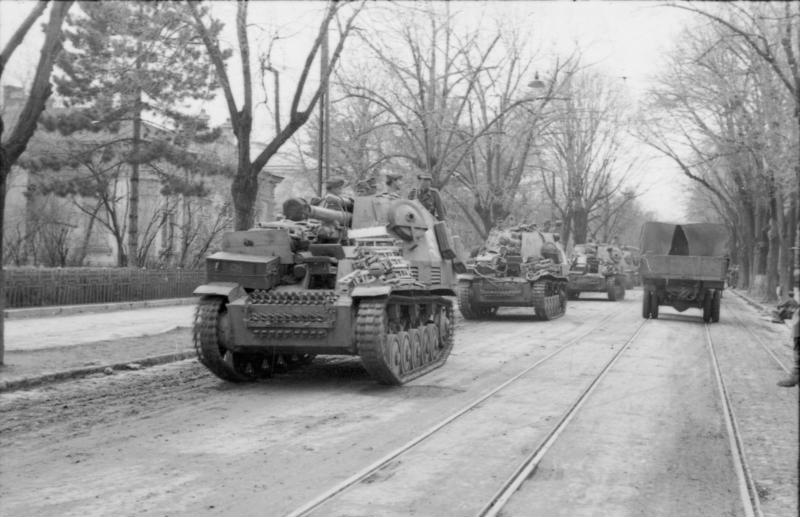
Wespék dél Oroszországi városon haladnak keresztül.
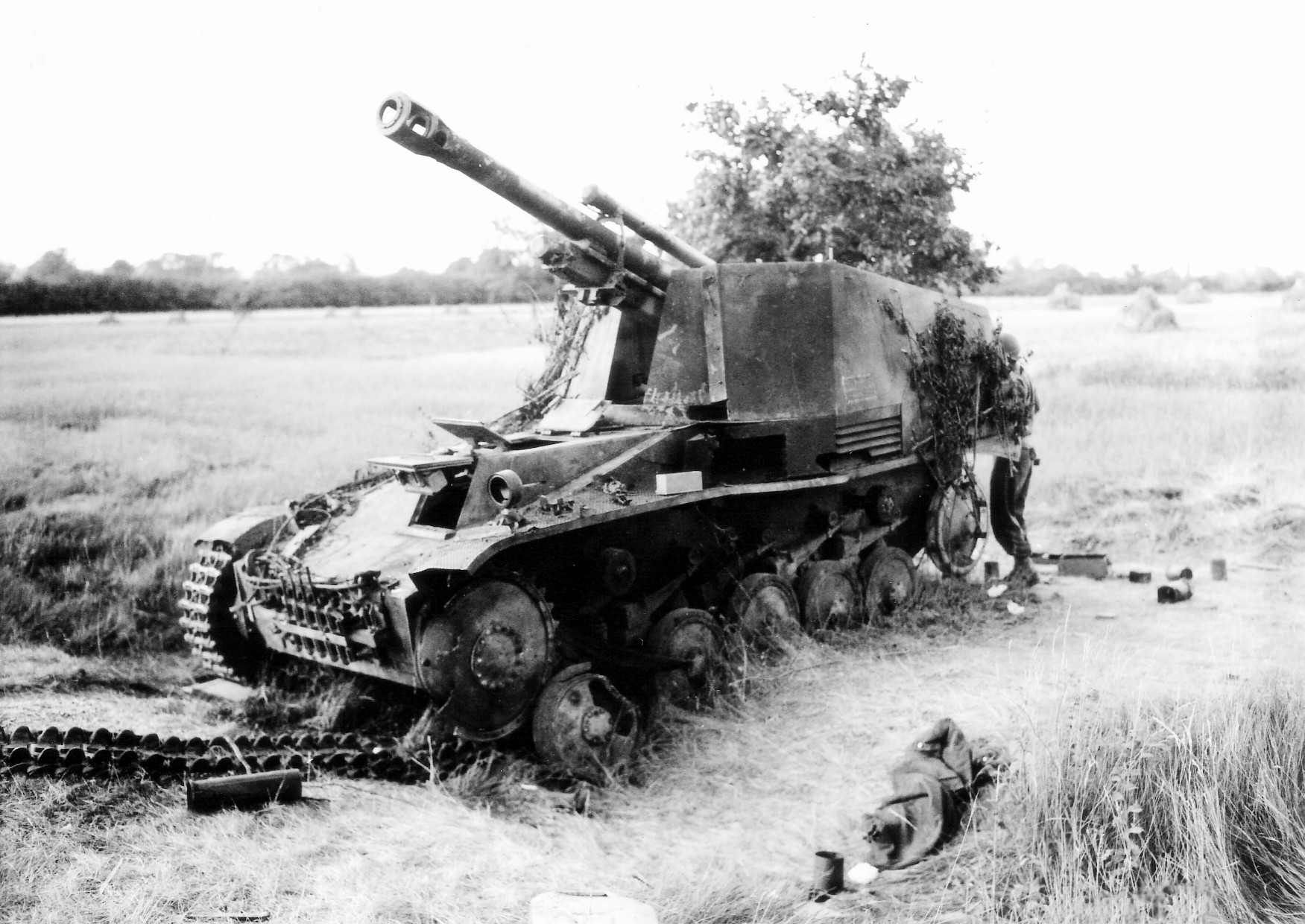
Egy kilött darázs Normandiaban (1944).
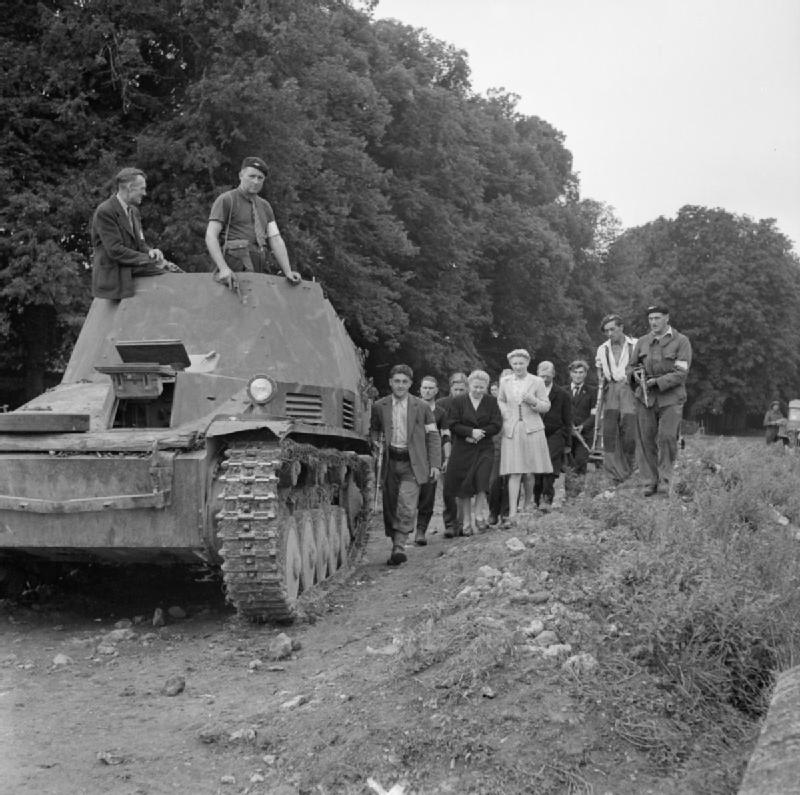
Fegyvertelen darázs lőszerhordozó (1944 augusztus).

## Lásd még
- Sturmhaubitze 42
- Zrínyi (önjáró löveg)
- Semovente 105/25

## Külső hivatkozások
- panzerkeil.dre